# 기사사령관

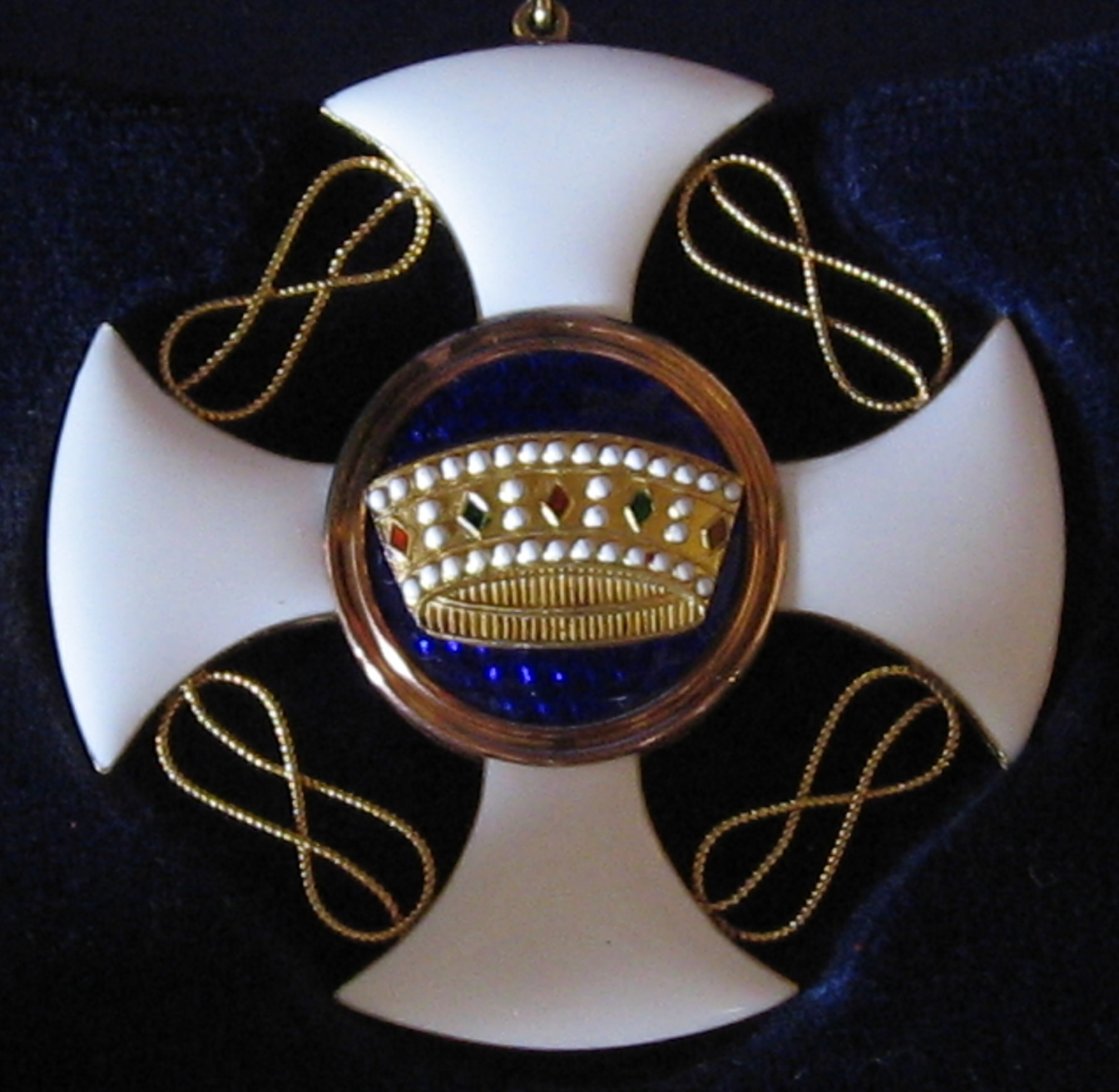

기사사령관(Knight Commander)이란 여러 기사단 또는 우애공제조합에 존재하는 내부 계급이다. 기사사령관의 지위를 나타내는 훈장을 기사사령관장이라고 한다.
사령관 칭호는 중세 기사수도회들에서 기사보다 높은 회원을 가리키는 말이었다. 사령관은 대개 장교보다 높고, "대(大, 영어: Great, 프랑스어: Grand, 독일어: Gross)-"가 붙는 계급들(대십자장, 대수장, 대훈장경식 등)보다는 낮다.